# Classe Incheon
Pour les articles homonymes, voir FFX.
La classe Incheon ou FFX (Hangeul : 인천급 호위함 ; Hanja : 仁川級護衛艦) est une série de frégates conçue par la Corée du Sud pour équiper sa marine. Les frégates de classe Incheon ont quasiment le même armement que les destroyers de classe Gwanggaeto le Grand : seul l'absence de missiles RIM-7 Sea Sparrow les différencie. Elles sont destinées à être employées dans le cadre de patrouilles côtières, de la lutte anti-sous-marine et d'opérations de soutien logistique.

## Histoire
La classe Incheon est construite par les entreprises Hyundai Heavy Industries et Daewoo. Elle s'inscrit dans le cadre plus large du programme de frégate Future Frigate eXperimental (FFX) qui vise à remplacer les frégates de classe Ulsan et les corvettes de classe Pohang. Le navire de tête de la classe, le ROKS Incheon, a été lancé le 29 avril 2011 et mis en service le 17 janvier 2013.

## Navires
| Nom           | N°      | Chantier naval              | Mise en service | Statut |
| ------------- | ------- | --------------------------- | --------------- | ------ |
| ROKS Incheon  | FFG-811 | Hyundai Heavy Industries    | 17 janvier 2013 | Actif  |
| ROKS Gyeonggi | FFG-812 | Hyundai Heavy Industries    | 4 novembre 2014 | Actif  |
| ROKS Jeonbuk  | FFG-813 | Hyundai Heavy Industries    | 5 janvier 2015  | Actif  |
| ROKS Gangwon  | FFG-815 | STX Offshore & Shipbuilding | novembre 2015   | Actif  |
| ROKS Chungbuk | FFG-816 | STX Offshore & Shipbuilding | 26 janvier 2016 | Actif  |
| ROKS Gwangju  | FFG-817 | STX Offshore & Shipbuilding | 9 novembre 2016 | Actif  |